# 複雑性PTSD
複雑性PTSD（ふくざつせいピーティエスディ、Complex post-traumatic stress disorder、C-PTSD）とは、組織的暴力、家庭内殴打や児童虐待など長期反復的なトラウマ体験の後にしばしば見られる、感情などの調整困難を伴う心的外傷後ストレス障害（PTSD）である。DESNOS（Disorder of Extreme Stress not otherwise specified）とも呼ばれる。
世界保健機関 (WHO) が発行する疾病及び関連保健問題の国際統計分類 (ICD) では、2018年の第11版（ICD-11）において初めてPTSDと区別された診断基準として記載が行われ診断名として2022年1月1日から正式に発効された。ICD-11における複雑性PTSDの診断基準とは、否定的自己認知、感情の制御困難及び対人関係上の困難といった症状が、脅威感、再体験及び回避といったPTSDの諸症状に加えて認められることとされている。

## 概説
複合的な心的外傷後ストレス障害 (C-PTSD) は、幼児期からの洗脳（軟禁下による、偏った教育やカルト宗教、教育上の必要限度を超えた束縛や過干渉、悪意のあるからかい）、児童虐待、マルトリートメント、家庭内暴力、拷問及び戦争のような長期の対人関係の外傷に起因する臨床上で認識された病気である。PTSDはC-PTSDに比べ慢性的な安全の感覚、信用、自尊心などの損失、再被害傾向などが起こらない。C-PTSDは感情的なこと、そして対人関係の機能の多くの領域における慢性的な困難が特色である。（生まれつきの特性はこれに含まない。）
その症状としては感情調節の障害、解離症状、身体愁訴、劣等感、疎外感、無力感、恥、絶望、希望のなさ、永久に傷を受けたという感じ、自己破壊的行動および衝動的行動、これまで持ち続けてきた信念の喪失、敵意、社会的引きこもり、常に脅迫され続けているという感じ、他者との関係の障害、自分の家庭や子供を持たない、母性喪失、その人の以前の人格状態からの変化などが含まれる。
そのため、『精神障害の診断と統計マニュアル』第4版（DSM-IV）に載っている戦争や事故、犯罪被害などによるものは単純性PTSDと通称し、それに対し家庭内での長期間かつ複数の虐待体験など複雑な体験によるものは複雑性PTSDと呼ぶことを治療者は提唱した（DSM-IV-TRでは一症状として取り上げられた）。もしくはこれを指してDESNOS（Disorder of Extreme Stress not otherwise specified）と呼ぶことを提唱している研究者もいる。その研究者としてはベッセル・ヴァン・デア・コーク (Bessel van der Kolk) などが知られている。
しばしば外傷にさらされた人は、心的外傷後ストレス障害のいくらかの特徴的な徴候に苦しむ。悪夢及び外傷後の経験によって外傷を再び経験するかもしれない。また、もしくはその行動からの回避を示す。しばしば外傷にさらされた人は、発達の混乱、自己犠牲、愛着関係の問題に苦しむ。
ジュディス・ハーマンは著書『心的外傷と回復』において「過覚醒」「侵入」「狭窄」というPTSDの3つのステージを述べている。「過覚醒」は絶えず危険を予知するための極度の不安、「侵入」はフラッシュバックや悪夢による過去の体験の再体験、「狭窄」は変化した意識状態や麻痺状態などの無力状態を指す。
一方、ベッセル・ヴァン・デア・コークによると、PTSDは「過剰な反応性」と「表面上の無感覚」の二様相からなり、刺激に対する過記憶や過剰反応、トラウマの再体験と同時に、心理的麻痺、回避、健忘、無快感症（アンヘドニア）が並存するという。これらの結果として脳の変化が起こり自律神経システムは崩壊し、認知的・行動的変化の原因となったり、その促進材料になったりする。
Ann W. Burgessは、子供時代のトラウマによる一種の記憶への刷り込みを「Trauma Learning」と名づけ、PTSDにおける記憶の特徴を再演（回想、断片化、フラッシュバック、強烈な感覚的経験）、反復（再被害化、心身の健康や自らの人権を損なうほどに社会奉仕活動に没頭する、攻撃者や被害者への同一化）、置き換え（トラウマの加工、異常性愛、精神病様反応）の3つに分類した。また、PTSD発症が遅延している状態として、回避（社交や性行動の回避、鎮静系の薬物依存、身体化、抑うつ反応）、攻撃（むちゃ食い、性行動過多）の二つを挙げた。
- 起きた時から何年経過したかは診断には関係ない。何年も経ってからでも起こりうる。外傷的事件とトラウマ反応との直線線的因果関係は、事故や災害など一度限りの事象を捕らえることには適しているのだが、現実の児童虐待においては複数の外傷的事件が重なって起こるため、きれいな因果律は描けないのである。事件の影響でドミノ的に別の事件を呼んでしまったり、二次的被害が起こったり、フロイトの言うところの「事後性」（後付の解釈）により外傷的な作用が作り出されたり、些細な事により過去の事件がフラッシュバックで再演したりしてPTSDが発症したりするのである。

外傷的事件の事例を「生命や身体の保全に関わる危機」や「恐怖・無力感・戦慄」に限っているため、モラル意識や社会的タブーの意識の侵犯、喪失や屈辱などの暴力、被差別体験やマインドコントロールが、軽視され、罪悪感や裏切り、存在否定など主観的経験が二次的なものとしてしか扱われないところに発症の原因がある。　
- PTSDに属さなければトラウマでないと誤解されがちであるが、実際には鬱、嗜癖、自己犠牲、自傷行為、摂食障害などはよく起こるもので、現在のPTSD概念はそれらの症状に対し、複数の病名を付けることを医師に余儀なくさせている。免疫力の低下が起こり、身体疾患に罹患しやすくなることもある。また、トラウマが固定化しパーソナリティ障害の形をとることもある。また、糖質依存、むちゃ食い、ワーカホリックもPTSDの過覚醒状態における自己投薬とも言われ、ヒステリーや身体化障害、疼痛や不定愁訴、慢性疲労症候群などの神経難病症状も認められる。

また、実際には内因性ではなく外傷性の事件によって引き起こされた自己愛性、境界性、回避性パーソナリティ障害の患者が非常に多いのではという推測もある。Stone (1981) によると境界性パーソナリティ障害患者の75%が近親姦の体験者であるとされている。このため因果関係があるのではと主張する論者もいるが、愛着関係に障害があったために虐待のターゲットにされてしまった可能性を否定できないため、これに関してはさらなる研究が必要である。
トラウマの反応としては、概して境界性パーソナリティ障害、自己愛性パーソナリティ障害、反社会性パーソナリティ障害、妄想性パーソナリティ障害、解離性障害、転換性障害、身体表現性障害、摂食障害、強迫性障害、犯罪、過剰な責任感、過剰な寛容性、自己犠牲、ワーカホリック、性嫌悪、不感症、いい子症候群、とされているもの原因には、それらの心的外傷が関与している場合がある。もちろん内因性の場合もあるが、それは心因性の事例を否定することにはならない。

## 外傷的解離
複雑性PTSDの主症状は解離である。解離現象は現在、それまでのジークムント・フロイト (1900) の抑圧の理論に変わって重視されている。解離は抑圧の理論を提唱したフロイトを始めとして、多くの学者が早期のトラウマ体験の症状として述べたものであり、ジャン＝マルタン・シャルコー (1887) や弟子のピエール・ジャネ (1887) が提唱したものである。
解離とは意識に上る前にある心理内容と、他の内容との連結を無意識的に断絶する事を指す。一方で抑圧というのはそれらを積極的に追い出すことで葛藤がもたらすものを支配することを指す。それゆえ解離状態の体験が意識化された際は本人の苦痛は激しいが、抑圧の場合はそれがない。
解離状態は精神的苦痛から自己を守ろうとする自己誘発性催眠により発生し、結果別々の心理内容は接点を持たず並存し、精神的な不調和を警告する繋がりが消滅し、同じ対象に対する自己内部の異なる感情は全くの矛盾なく並存しうるため、過去の心理的外傷を混乱した感情から分離する事が可能となる。その混乱した感情自体は意識に表出する事はなく、言語に象徴化されない。
人間は通常広義で経験を解離し、日常生活においての人間の行動の大部分は言語化されないのだが、これは非防衛的なものであり「整理されていない体験」と呼び「広い意味で」解離されているものとする。解離の能力は人間の人格発達においての構成要素の一つで、通常の人間は「非自己」に対し「厳密な意味で」解離現象を起こし、一貫した自己感覚を確立する。
ベッセル・ヴァン・デア・コーク (1996) は心的外傷に関する解離現象の推移を研究し、一次解離、二次解離、三次解離の順に推移するとした。まず、一次解離においては圧倒的恐怖により知覚が断片化され、二次解離においては離人症や現実感の喪失が見られ、痛みや苦痛の感覚の消失が起こり、最後の三次解離の状況においては外傷的体験を担うため別の自我状態が現れ、この時点において具体的な解離性障害の臨床像を呈することになる。
外傷的解離は心理的外傷を生み出す圧倒的状況に対する精神的適応反応であり、それらは日常体験としての白昼夢等の解離現象の一端の解離連続体とされる。連続体仮説はBernstein、Putnamらにより提唱されたもので、健常な解離（normal dissociation）、解離性健忘（dissociative amnesia）、解離性遁走（dissociative fugue）、特定不能の解離性障害（dissociative disorders not otherwise specified、DDNOS）の順に複雑性が増していくとされる。
この外傷的解離により自我から分離した体験は、自我の認知処理能力を超えた情報であり、象徴化されない原情報のまま保存される。自我は分離し、複数の自己状態が作り出され個々に組織化され、互いに異なった思考、記憶、感情、行動を持ち、それぞれ別々に麻痺と侵入の機能により意識に上る。その際、それらの分離した自己状態は「いい子」、侵入的印象、暴力的再演、極度の悪夢、不安反応、心気的症状、極限的身体感覚等を与え、自己の存在を示す。外傷的解離は情報処理メカニズムを閉鎖し、心理的苦痛の感覚及び記憶の新たなる侵入を防ぎ、心的外傷による自己の崩壊を回避する事が可能となり、その状態において統合された自己感覚の保持に成功するのである。
ジュディス・ハーマンは著書「心的外傷と回復」においてこれを「解離的技巧」と呼び、虐待を受けた人はこれにより現実検討能力を低下させ自らの苦痛を複雑な健忘の内部に隠してしまうことを述べた。しかしこれには弊害があり、ハーマンは「心的外傷と回復」の増補版において自らが解離を防衛機制として評価しすぎたことを反省し、解離が自己犠牲や再被害を容易にさせてしまうことを述べている。
その状況は心理的外傷を生み出す圧倒的状況が過ぎた後も保持され、自己の本来的な感情、記憶、危機意識を麻痺させ現実検討能力の全般的低下をもたらす。また、解離の働きが不完全な場合、保障行為としての解離的適応行動としての一時的防衛の一つとして嗜癖行動等をきたす。さらに解離の働きが不完全となりそれらの防衛が突破されると、強迫観念に基づく自己犠牲など危険な行動を起こす。
この強迫行動をGoldら (2002) は「嗜癖・強迫衝動（addiction/compulsivity）」と呼ぶ事を提唱した。

## 多重自己状態
古典的なアプローチは自己の内的葛藤の解決をすることにより問題の解決をしようとした。だが、1990年代に入り多くの学者により、多重自己状態（multtiple self-states）と呼ばれる状態がポスト構造主義的な立場により一般的にも適用されうるとされ、状況は一転した。実際には、人はみな多重自己状態にあるのであり、それが時とともにその非連続性に気づくよりも、自分自身が一人の確固たる人間であるという必要不可欠である錯覚を人にもたらすようになるのである。Rivera (1989) は「自己の統一性」などという概念は、単に文化的規範を押し付けているに過ぎない危険なフィクションであると主張した。
Rivera (1989) によると通常は個人の中心的意識において異なった自己状態における複数の視点や感情状態を同時に抱える事ができるとされ、これを「パラドックスに耐えうる能力」と呼んだ。Pizer (1996) はこの立場における多重自己状態は人格に標準的に解離が組み込まれているため「配置された多重自己」と呼び、一方外傷的解離によるものは組織化されたものであるため「解離した多重自己」と呼ぶことを提唱した。配置された多重自己と解離した多重自己の最大の違いは、健康な場合はそれぞれの自己状態間の相互連結が容易に出来るのに対し、心的外傷を受けた場合この行動が行われない事である。
Putnam (1997) は「離散行動状態」として、解離のために欲望されると応じてしまうという関係が複数生じてしまうために、結果的に自分自身の人間としての整合性を失うような場合に適用されるといわれるモデルを提唱している。これは近似し、また重複しているものの解離性同一性障害とは限らない。解離性同一性障害の場合ははっきりと異なっているが、この場合様々な多重自己のコーラスのようになって自分の行動が決定される。
このように、対人関係の分だけ人格があるという考えは、古くは小説家のマルセル・プルーストや、精神分析家のハリー・スタック・サリヴァンも述べている。だが、こうした考えはコンセンサスが必ずしも取れているわけではない。

## 治療
治療が成功するためには、患者と治療者の間の良好な信頼関係の確立が大切となる。治療者自身が安定したアタッチメント対象となり、患者のアタッチメントスタイルの再構築の機会を提供するとともに、治療関係の中で肯定的体験が育まれることが、回復に向けた重要な要素となるためである。治療者は患者の不安感や苦しさを共感的に理解し、受容的態度で寄り添い、表情、身振り、語り口などから安全感・安心感を感じてもらえるようにする。

### 心理療法

#### STAIR/NST療法
複雑性PTSDの治療法として、STAIR/NST療法があり、効果が実証されてきた。
STAIR/NST療法は、STAIR（感情調整と対人関係調整スキルトレーニング）とNST（ナラティブ・ストーリー・テリング）の二つの要素から構成されている。この治療法の特徴の一つは、段階的な治療構造であり、患者が無理なく一歩ずつトラウマからの解放へと進んでいけるよう支援していく。その際に、過去に焦点を当てた介入と現在に焦点を当てた介入とのバランスを保ち、現在や未来に希望があることを認識できるようサポートする。具体的には、以下のようなセッションが行われる。
セッション1（希望の共有）：治療者の第一の役割は、患者の希望を維持し、強化することである。患者の話に丁寧に耳を傾け、患者の症状や生活状況に対する正確かつ共感的な理解を示していく。それによって患者は理解してもらえた感覚を得て、変化が可能だと信じることができるようになる。また、目標達成のための治療計画を提案し、その目標に向けて協同で取り組んで行くことを確認する。
セッション2（感情への気づき）：患者が自身の感情に気づき、言葉で表現できるようサポートする。
セッション3（感情の調整）：身体・認知・行動の3つの領域から感情調整のスキルについて話し合い、その上で適応的な感情調整スキルを確認し、身につけられるようサポートする。また、楽しめる活動、気分転換や趣味等を適切なストレス対処法（「ストレス管理#技法」も参照）として取り入れる手助けをする。
セッション4（感情との関わり）：感情と関わりながら実感を持って生きるための支援を行う。苦痛な感情に対する適切な対処方法について話し合い、負担なく実行しやすい方法で苦痛な感情に対処できるようサポートする。
セッション5（対人関係パターンの理解）：トラウマ体験が対人関係のパターンにどのように影響するか説明するとともに、現在の周りの人に対する考え方や、関係性について協同で振り返っていく。
セッション6（対人関係パターンの変更）：心地よい関わり方を身につけられるよう、周りの人に対する考え方や関係性の築き方について、今後を見据えて協同で模索していく。そして、そのようにして導き出された関わり方を、実際に患者と治療者がロールプレイを通して練習することで、身につけられるようサポートする。また、治療者が見本を見せることにより、関わり方の具体的なイメージが形成しやすくなることもある。セッション終了時には、新たな関わり方を実際の対人関係の中でも使えるよう支援する。
セッション7（効果的なコミュニケーションと自己主張）：アサーティブでいること（他者のことに加えて自らのことも尊重した自己表現・自己主張）について、心理教育を行うとともに、患者がそのために必要なスキルを身につけられるようサポートする。ここでもロールプレイを行い、スキルの定着を支援する。
セッション8（人間関係における柔軟性）：様々な関係性に柔軟に対応し適度な距離感を保った付き合い方ができるよう、そのためのスキル形成を支援する。ロールプレイを実施し、柔軟な人付き合いのコツについて理解を深めていく。
セッション9（NSTの紹介）：後半（セッション9～16）で行われる、NST（ナラティブ・ストーリー・テリング）の紹介を行う。STAIR段階で獲得したスキルをもとに、トラウマ体験やその際に抱いた感情を言語化することと、トラウマを人生の中に適切に意味づけていくことをサポートし、それらによってトラウマ記憶からの心理的解放を実現していくことなどを伝える。
セッション10～15（トラウマナラティブ）：患者がトラウマ体験やそれに伴う感情を語る際、治療者は丁寧に耳を傾け、温かく受け止めていく。同時に、患者のありのままを肯定し自己肯定感を育むとともに、患者の中に存在する価値や強みを見出し自尊心の回復をサポートしていく。患者は、自らを犠牲者ではなく、新しい資源、新しい選択肢、新しい考え方を持った人間だと感じられるようになる。
セッション16（振り返りと今後に向けて）：最終セッションにて、患者の治療への取り組みを振り返り、ここまで取り組んでくることができた患者の強さと勇気を認めていく。また、治療を通して改善したことに焦点を当て、自身のポジティブな変化に気づくことができるようサポートする。加えて、今後の計画や留意点等について協同で確認する。
なお、トラウマ記憶や否定的感情の処理を支援することと並行して、肯定的経験や自らの強みを想起・認識するためのサポートも重要である。肯定的経験（良い出来事やささやかな成功体験など）を想起できたり、治療前から存在した自らの強みに気づけたりすることで自己肯定感が育まれることが、回復に向けてプラスに働くためである。

### 環境調整
上記のようにトラウマ症状を治療・ケアしていくことと並行して、患者の状況や心身の状態、困りごと等を包括的にアセスメントし、治療者に加えて地域や学校、福祉など多領域の支援者が連携して患者を支える体制を構築することを含む、様々な環境調整も大切である。